# UFC Fight Night: Морено vs. Альбази
UFC Fight Night: Moreno vs. Albazi (также известный как UFC Fight Night 246 и UFC on ESPN+ 104) — турнир по смешанным единоборствам, организованный Ultimate Fighting Championship, который был проведён 2 ноября 2024 года на спортивной арене «Rogers Place» в городе Эдмонтон, провинция Альберта, Канада.

## Подготовка турнира

### Главные события турнира
В качестве заглавного события запланирован бой в наилегчайшем весе, в котором должны встретиться бывший двукратный чемпион UFC в наилегчайшем весе мексиканец Брэндон Морено (#2 в рейтинге) и боец иракского происхождения Амир Альбази (#3 в рейтинге).
| Заглавное событие - Наилегчайший вес | Заглавное событие - Наилегчайший вес | Заглавное событие - Наилегчайший вес |
| --- | --- | ------------------------------------ |
| Брэндон Морено | | Амир Альбази                         |
| BRANDON CARRILLO MORENO "The Assassin Baby" (Малыш-убийца) 30 лет (07.12.1993) Рост 170 см, размах рук 178 см, вес 56,9 кг Гражданство: Происхождение: Место рождения: Тихуана, Нижняя Калифорния, Мексика Представляет: Тихуана, Нижняя Калифорния, Мексика "Glory MMA & Fitness" Дебют в UFC - 01.10.2016 (с рекордом 11-3) Бонусы "Fight of the Night" (4) / "Perfomance of the Night" (3) Двукратный чемпион UFC в наилегчайшем весе (01.2023-07.2023, защиты 0/1) Временный чемпион UFC в наилегчайшем весе (07.2022-01.2023) Чемпион UFC в наилегчайшем весе (06.2021-01.2022, защиты 0/1) Претендент на титул чемпиона UFC в наилегчайшем весе (2020) Чемпион LFA в наилегчайшем весе (2019) Чемпион World Fighting Federation в наилегчайшем весе (2014-2016, защиты 3/3) | امير البازي / AMIR YAHIA ABDULAMIR AL BAZI "The Prince" (Принц) 31 год (27.10.1993) Рост 165 см, размах рук 173 см, вес 56,9 кг Гражданство: / Происхождение: Место рождения: Багдад, Ирак Представляет: Лас-Вегас, Невада, США "Xtreme Couture" Дебют в UFC - 18.07.2020 (с рекордом 12-1) Чемпион FightStar Championship в легчайшем весе (2016) Чемпион Ultimate Challenge MMA в легчайшем весе (2015) |                                      |
| Последние бои: 24.02.2024, Брэндон Ройвал (#3), SDEC 08.07.2023, Алешандри Пантожа (#2), SDEC 21.01.2023, Дейвисон Фигейреду (ч), TKO3 30.07.2022, Кай Кара-Франс (#2), TKO3 22.01.2022, Дейвисон Фигейреду (#1), UDEC | Последние бои: SDEC, Кай Кара-Франс (#3), 03.06.2023 KO3, Алессандру Коста, 17.12.2022 SUB1, Франсиску Фигейреду, 20.08.2022 UDEC, Жалгас Жумагулов, 23.01.2021 SUB1, Малколм Гордон, 18.07.2020 (дебют в UFC) |                                      |

Изначально в качестве заглавного события был запланирован бой в женском наилегчайшем весе между Эрин Блэнчфилд (#3 в рейтинге) и бывшей чемпионкой UFC в минимальном весе Роуз Намаюнас (#5 в рейтинге). Впоследствии организаторы поменяли статус этого поединка, сделав его соглавным. Несмотря на изменение статуса, поединок пройдёт в пяти раундах.
| Соглавное событие - Женский наилегчайший вес | Соглавное событие - Женский наилегчайший вес | Соглавное событие - Женский наилегчайший вес |
| --- | --- | -------------------------------------------- |
| Эрин Блэнчфилд | | Роуз Намаюнас                                |
| ERIN ANNE BLANCHFIELD "Cold Blooded" (Хладнокровная) 25 лет (04.05.1999) Рост 170 см, размах рук 178 см, вес 56,9 кг Гражданство: Происхождение: Место рождения: Элмвуд-Парк, Нью-Джерси, США Представляет: Элмвуд-Парк, Нью-Джерси, США "Renzo Gracie Academy" / "Silver Fox BJJ" Дебют в UFC - 18.09.2021 (с рекордом 6-1) Бонус "Perfomance of the Night" (1) | ROSE NAMAJUNAS / ROŽĖ GERTRŪDA NAMAJŪNAITĖ "Thug" (Бандитка) 32 года (29.06.1992) Рост 165 см, размах рук 165 см, вес 56,7 кг Гражданство: Происхождение: Место рождения: Милуоки, Висконсин, США Представляет: Денвер, Колорадо, США "Roufusport" Дебют в UFC - 12.12.2014 (с рекордом 2-1) Бонусы "Fight of the Night" (3) / "Perfomance of the Night" (3) Двукратная чемпионка UFC в минимальном весе (04.2021-05.2022, защиты 1/2) Чемпионка UFC в минимальном весе (11.2017-05.2019, защиты 1/2) Финалист The Ultimate Fighter 20 - Претендент на титул 1-й чемпионки UFC в минимальном весе (2014) |                                              |
| Последние бои: 30.03.2024, Манон Фьоро, UDEC 26.08.2023, Тайла Сантус, UDEC 18.02.2023, Жессика Андради, SUB2 12.11.2022, Молли Маккэнн, SUB1 04.06.2022, Джей Джей Олдрич, SUB2 | Последние бои: UDEC, Трейси Кортес (#11), 13.07.2024 UDEC, Аманда Рибас (#8), 23.03.2024 UDEC, Манон Фьоро (#2), 02.09.2023 SDEC, Карла Эспарса (#2, миним. вес), 07.05.2022 SDEC, Чжан Вэйли (#1, миним. вес), 06.11.2021 |                                              |

### Анонсированные бои
| Бой | Весовая категория     | Участники боёв и их статистика перед боем (рекорд ММА / рекорд UFC / серия) | Участники боёв и их статистика перед боем (рекорд ММА / рекорд UFC / серия) | Участники боёв и их статистика перед боем (рекорд ММА / рекорд UFC / серия) | Участники боёв и их статистика перед боем (рекорд ММА / рекорд UFC / серия) | Участники боёв и их статистика перед боем (рекорд ММА / рекорд UFC / серия) | Участники боёв и их статистика перед боем (рекорд ММА / рекорд UFC / серия) | Участники боёв и их статистика перед боем (рекорд ММА / рекорд UFC / серия) | Участники боёв и их статистика перед боем (рекорд ММА / рекорд UFC / серия) | Участники боёв и их статистика перед боем (рекорд ММА / рекорд UFC / серия) | Участники боёв и их статистика перед боем (рекорд ММА / рекорд UFC / серия) | Участники боёв и их статистика перед боем (рекорд ММА / рекорд UFC / серия) | Участники боёв и их статистика перед боем (рекорд ММА / рекорд UFC / серия) |
|     |                       | Главный кард (Main Card, ESPN+)                                             |                                                                             |                                                                             |                                                                             |                                                                             |                                                                             |                                                                             |                                                                             |                                                                             |                                                                             |                                                                             |                                                                             |
| 1   | Наилегчайший вес      | Брэндон Морено (Brandon Moreno)                                             | #2, exЧ, TUF                                                                | 21-8-2                                                                      | 9-5-2                                                                       | -2                                                                          | vs.                                                                         | Амир Альбази (Amir Albazi)                                                  | #3 (2)                                                                      | 17-1                                                                        | 5-0                                                                         | +6                                                                          | [ 4 ]                                                                       |
| 2   | Жен. наилегчайший вес | Эрин Блэнчфилд (Erin Blanchfield)                                           | #3 (2)                                                                      | 12-2                                                                        | 6-1                                                                         | -1                                                                          | vs.                                                                         | Роуз Намаюнас (Rose Namajunas)                                              | #5, exЧ*, TUF(F)                                                            | 14-6                                                                        | 11-5                                                                        | +2                                                                          | [ 5 ]                                                                       |
|     | Тяжёлый вес           | Деррик Льюис (Derrick Lewis)▼                                               | #11 (2), exПВ                                                               | 28-12 (1)                                                                   | 19-10                                                                       | +1                                                                          | vs.                                                                         | Жоната Диниc (Jhonata Diniz)                                                | CS                                                                          | 8-0                                                                         | 2-0                                                                         | +8                                                                          | [ 6 ]                                                                       |
| 3   | Полутяжёлый вес       | Каю Машаду (Caio Machado)                                                   | CS                                                                          | 8-3-1                                                                       | 0-2                                                                         | -2                                                                          | vs.                                                                         | Брендсон Рибейру (Brendson Ribeiro)                                         | CS                                                                          | 15-7 (1)                                                                    | 0-2                                                                         | -2                                                                          | [ 7 ]                                                                       |
| 4   | Средний вес           | Марк-Андре Баррьо (Marc-Andre Barriault)                                    |                                                                             | 16-8 (1)                                                                    | 5-7 (1)                                                                     | -2                                                                          | vs.                                                                         | Дастин Штольцфус (Dustin Stoltzfus)                                         | CS                                                                          | 15-6                                                                        | 2-5                                                                         | -2                                                                          | [ 8 ]                                                                       |
| 5   | Полусредний вес       | Майк Малотт (Mike Malott)                                                   | CS                                                                          | 10-2-1                                                                      | 3-1                                                                         | -1                                                                          | vs.                                                                         | Тревин Джайлз (Trevin Giles)                                                |                                                                             | 16-6                                                                        | 7-6                                                                         | -2                                                                          | [ 9 ]                                                                       |
|     |                       | Предварительный кард (Prelims, ESPN+)                                       |                                                                             |                                                                             |                                                                             |                                                                             |                                                                             |                                                                             |                                                                             |                                                                             |                                                                             |                                                                             |                                                                             |
| 6   | Легчайший вес         | Айманн Захаби (Aiemann Zahabi)                                              |                                                                             | 11-2                                                                        | 5-2                                                                         | +4                                                                          | vs.                                                                         | Педру Муньюс (Pedro Munhoz)                                                 | exT(4)                                                                      | 20-9 (2)                                                                    | 10-9 (2)                                                                    | -2                                                                          | [ 10 ]                                                                      |
| 7   | Жен. наилегчайший вес | Ариани да Силва (Ariane da Silva)                                           | #13 (11)                                                                    | 17-9                                                                        | 6-6                                                                         | -1                                                                          | vs.                                                                         | Жасмин Ясудавичюс (Jasmine Jasudavicius)                                    | #14, CS                                                                     | 11-3                                                                        | 5-2                                                                         | +2                                                                          | [ 11 ]                                                                      |
| 8   | Легчайший вес         | Шарль Журден (Charles Jourdain)                                             |                                                                             | 15-8-1                                                                      | 6-7-1                                                                       | -2                                                                          | vs.                                                                         | Виктор Генри (Victor Henry)                                                 |                                                                             | 24-6 (1)                                                                    | 3-1 (1)                                                                     | +2                                                                          | [ 12 ]                                                                      |
| 9   | Полулёгкий вес        | Джек Шор (Jack Shore)                                                       | exT(14)                                                                     | 17-2                                                                        | 6-2                                                                         | -1                                                                          | vs.                                                                         | Юссеф Залал (Youssef Zalal)                                                 |                                                                             | 15-5-1                                                                      | 5-3-1                                                                       | +7                                                                          | [ 13 ]                                                                      |
| 10  | Тяжёлый вес           | Александр Романов (Alexandr Romanov)                                        | #13 (12)                                                                    | 17-3                                                                        | 6-3                                                                         | -1                                                                          | vs.                                                                         | Родригу Насименту (Rodrigo Nascimento)                                      | #15 (14), CS                                                                | 11-2 (1)                                                                    | 4-2 (1)                                                                     | -1                                                                          | [ 14 ]                                                                      |
| 11  | Легчайший вес         | Сергей Сидей (Serhiy Sidey)                                                 | CS                                                                          | 10-2                                                                        | 0-1                                                                         | -1                                                                          | vs.                                                                         | Гарретт Армфилд (Garrett Armfield)                                          |                                                                             | 10-4                                                                        | 2-2                                                                         | -1                                                                          | [ 15 ]                                                                      |
| 12  | Легчайший вес         | Чэд Анхелигер (Chad Anheliger)                                              | CS                                                                          | 13-7                                                                        | 2-2                                                                         | +1                                                                          | vs.                                                                         | Коди Гибсон (Cody Gibson)                                                   | TUF(F)                                                                      | 20-10                                                                       | 2-5                                                                         | +1                                                                          | [ 16 ]                                                                      |
| 13  | Жен. наилегчайший вес | Джейми-Лин Хорт (Jamey-Lyn Horth)                                           |                                                                             | 6-1                                                                         | 1-1                                                                         | -1                                                                          | vs.                                                                         | Ивана Петрович (Ivana Petrovic)                                             |                                                                             | 7-1                                                                         | 1-1                                                                         | +1                                                                          | [ 17 ]                                                                      |
|     |                       | Отменённые бои                                                              |                                                                             |                                                                             |                                                                             |                                                                             |                                                                             |                                                                             |                                                                             |                                                                             |                                                                             |                                                                             |                                                                             |
|     | Тяжёлый вес           | Деррик Льюис (Derrick Lewis)                                                | #11 (2), exПВ                                                               | 28-12                                                                       | 19-10                                                                       | +1                                                                          | vs.                                                                         | Александр Романов (Alexandr Romanov)                                        | #13 (12)                                                                    | 17-3                                                                        | 6-3                                                                         | -1                                                                          | [ 18 ]                                                                      |
|     | Полулёгкий вес        | Хайдер Амиль (Hyder Amil)                                                   | CS                                                                          | 10-0                                                                        | 2-0                                                                         | +10                                                                         | vs.                                                                         | Натаниэль Вуд (Nathaniel Wood)                                              |                                                                             | 20-6                                                                        | 8-3                                                                         | +2                                                                          | [ 19 ]                                                                      |

Условные обозначения: #5 (1) — текущее (лучшее) место бойца в рейтинге, exЧ(В) — бывший чемпион (временный), exП(В) — бывший претендент на титул чемпиона (временного), exТ(3) — боец входил в рейтинг Топ-15 (лучшее место в рейтинге), д — дебютант, CS — боец участвовал в Претендентской серии Дэйны Уайта, RTU — боец участвовал в шоу Road To UFC, TUF — боец участвовал в шоу The Ultimate Fighter, TUF(W/F) — боец являлся победителем/финалистом The Ultimate Fighter, WEC/SF — боец выступал в WEC или Strikeforce до объединения этих организаций с UFC.

## Церемония взвешивания
Результаты официальной церемонии взвешивания бойцов перед турниром.
| Весовая категория и допустимый лимит в фунтах | Весовая категория и допустимый лимит в фунтах | Участники боёв и их вес в фунтах | Участники боёв и их вес в фунтах | Участники боёв и их вес в фунтах | Участники боёв и их вес в фунтах |
| --------------------------------------------- | --------------------------------------------- | -------------------------------- | -------------------------------- | -------------------------------- | -------------------------------- |
| Наилегчайший вес                              | 125 (+1)                                      | Брэндон Морено                   | 125,5                            | Амир Альбази                     | 125,5                            |
| Наилегчайший вес (женщины)                    | 125 (+1)                                      | Эрин Блэнчфилд                   | 125,5                            | Роуз Намаюнас                    | 125                              |
| Тяжёлый вес                                   | 265 (+1)                                      | Деррик Льюис                     | 266                              | Жоната Диниc                     | 257                              |
| Полутяжёлый вес                               | 205 (+1)                                      | Каю Машаду                       | 205                              | Брендсон Рибейру                 | 205                              |
| Средний вес                                   | 185 (+1)                                      | Марк-Андре Баррьо                | 185                              | Дастин Штольцфус                 | 185,5                            |
| Полусредний вес                               | 170 (+1)                                      | Майк Малотт                      | 170,5                            | Тревин Джайлз                    | 170                              |
| Легчайший вес                                 | 135 (+1)                                      | Айманн Захаби                    | 135,5                            | Педру Муньюс                     | 135                              |
| Наилегчайший вес (женщины)                    | 125 (+1)                                      | Ариани да Силва                  | 125                              | Жасмин Ясудавичюс                | 125                              |
| Легчайший вес                                 | 135 (+1)                                      | Шарль Журден                     | 135                              | Виктор Генри                     | 135                              |
| Полулёгкий вес                                | 145 (+1)                                      | Джек Шор                         | 145,5                            | Юссеф Залал                      | 145                              |
| Тяжёлый вес                                   | 265 (+1)                                      | Александр Романов                | 261                              | Родригу Насименту                | 264                              |
| Легчайший вес                                 | 135 (+1)                                      | Сергей Сидей                     | 135                              | Гарретт Армфилд                  | 135                              |
| Легчайший вес                                 | 135 (+1)                                      | Чэд Анхелигер                    | 135                              | Коди Гибсон                      | 135,5                            |
| Наилегчайший вес (женщины)                    | 125 (+1)                                      | Джейми-Лин Хорт                  | 126                              | Ивана Петрович                   | 125                              |

Все участники турнира показали вес в лимитах своих весовых категорий.

## Результаты турнира
В главном бою вечера Брэндон Морено победил Амира Альбази единогласным решением судей.
| Статистика поединка: | Статистика поединка: | Статистика поединка:                          | Статистика поединка:                          | Статистика поединка: | Статистика поединка: | Статистика поединка: | Статистика поединка: | Статистика поединка: | Статистика поединка: | Статистика поединка: | Статистика поединка: | Статистика поединка: | Статистика поединка: | Статистика поединка: | Статистика поединка: | Статистика поединка: | Статистика поединка: | Статистика поединка: |
| Участник             | Нокдауны             | Акцентрованные удары (по цели/всего/точность) | Акцентрованные удары (по цели/всего/точность) | По раундам           | По раундам           | По раундам           | По раундам           | По раундам           | По цели              | По цели              | По цели              | По позиции           | По позиции           | По позиции           | Тейкдауны            | Тейкдауны            | Контроль             | Попытка приема       |
| Участник             | Нокдауны             | Акцентрованные удары (по цели/всего/точность) | Акцентрованные удары (по цели/всего/точность) | 1Р                   | 2Р                   | 3Р                   | 4Р                   | 5Р                   | Голова               | Корпус               | Ноги                 | Дистанция            | Клинч                | Партер               | Тейкдауны            | Тейкдауны            | Контроль             | Попытка приема       |
| -------------------- | -------------------- | --------------------------------------------- | --------------------------------------------- | -------------------- | -------------------- | -------------------- | -------------------- | -------------------- | -------------------- | -------------------- | -------------------- | -------------------- | -------------------- | -------------------- | -------------------- | -------------------- | -------------------- | -------------------- |
| Брэндон Морено       | 0                    | 132/317                                       | 41%                                           | 18/36                | 29/67                | 31/68                | 22/70                | 32/76                | 113/284              | 12/22                | 7/11                 | 128/309              | 4/8                  | 0                    | 0/1                  | 0%                   | 0:00                 | 0                    |
| Амир Альбази         | 0                    | 63/235                                        | 26%                                           | 16/39                | 6/33                 | 12/43                | 20/66                | 9/54                 | 50/207               | 6/14                 | 7/14                 | 63/234               | 0/1                  | 0                    | 1/4                  | 25%                  | 0:09                 | 0                    |

В соглавном бою Эрин Блэнчфилд победила Роуз Намаюнас единогласным решением судей.
| Статистика поединка: | Статистика поединка: | Статистика поединка:                          | Статистика поединка:                          | Статистика поединка: | Статистика поединка: | Статистика поединка: | Статистика поединка: | Статистика поединка: | Статистика поединка: | Статистика поединка: | Статистика поединка: | Статистика поединка: | Статистика поединка: | Статистика поединка: | Статистика поединка: | Статистика поединка: | Статистика поединка: | Статистика поединка: |
| Участник             | Нокдауны             | Акцентрованные удары (по цели/всего/точность) | Акцентрованные удары (по цели/всего/точность) | По раундам           | По раундам           | По раундам           | По раундам           | По раундам           | По цели              | По цели              | По цели              | По позиции           | По позиции           | По позиции           | Тейкдауны            | Тейкдауны            | Контроль             | Попытка приема       |
| Участник             | Нокдауны             | Акцентрованные удары (по цели/всего/точность) | Акцентрованные удары (по цели/всего/точность) | 1Р                   | 2Р                   | 3Р                   | 4Р                   | 5Р                   | Голова               | Корпус               | Ноги                 | Дистанция            | Клинч                | Партер               | Тейкдауны            | Тейкдауны            | Контроль             | Попытка приема       |
| -------------------- | -------------------- | --------------------------------------------- | --------------------------------------------- | -------------------- | -------------------- | -------------------- | -------------------- | -------------------- | -------------------- | -------------------- | -------------------- | -------------------- | -------------------- | -------------------- | -------------------- | -------------------- | -------------------- | -------------------- |
| Эрин Блэнчфилд       | 0                    | 110/281                                       | 39%                                           | 19/68                | 25/67                | 11/28                | 40/93                | 15/25                | 81/248               | 15/16                | 14/17                | 103/269              | 2/6                  | 5/6                  | 2/8                  | 25%                  | 8:54                 | 0                    |
| Роуз Намаюнас        | 0                    | 94/245                                        | 38%                                           | 30/61                | 23/65                | 9/21                 | 25/79                | 7/19                 | 68/212               | 18/24                | 8/9                  | 91/241               | 3/4                  | 0                    | 1/4                  | 25%                  | 0:15                 | 0                    |

| Бой    | Весовая категория     | Результат боя        | Результат боя     | Результат боя | Результат боя | Результат боя | Результат боя     | Результат боя | Способ победы                               | Раунд | Время | Рефери в ринге |
|        |                       | Главный кард         |                   |               |               |               |                   |               |                                             |       |       |                |
| Бой 13 | Наилегчайший вес      |                      | Брэндон Морено    | #2            | поб.          |               | Амир Альбази      | #3            | Единогласное решение (49–46, 50–45, 50–45)  | 5     | 5:00  | Марк Годдард   |
| Бой 12 | Жен. наилегчайший вес |                      | Эрин Блэнчфилд    | #3            | поб.          |               | Роуз Намаюнас     | #5            | Единогласное решение (48–47, 48–47, 48–47)  | 5     | 5:00  | Блейк Грайс    |
| Бой 11 | Полутяжёлый вес       |                      | Брендсон Рибейру  |               | поб.          |               | Каю Машаду        |               | Раздельное решение (29–28, 28–29, 29–28)    | 3     | 5:00  | Люк Бутин      |
| Бой 10 | Жен. наилегчайший вес |                      | Жасмин Ясудавичюс | #14           | поб.          |               | Ариани да Силва   | #13           | Сдача, удушающий приём (Д`Арс)              | 3     | 2:28  | Джерин Валел   |
| Бой 9  | Средний вес           |                      | Дастин Штольцфус  |               | поб.          |               | Марк-Андре Баррьо |               | Нокаут (хук справа и добивание)             | 1     | 4:28  | Марк Годдард   |
| Бой 8  | Полусредний вес       |                      | Майк Малотт       |               | поб.          |               | Тревин Джайлз     |               | Единогласное решение (30–27, 29–28, 29–28)  | 3     | 5:00  | Энди Сосьял    |
|        |                       | Предварительный кард |                   |               |               |               |                   |               |                                             |       |       |                |
| Бой 7  | Легчайший вес         |                      | Айманн Захаби     |               | поб.          |               | Педру Муньюс      |               | Единогласное решение (30–27, 29–28, 29–28)  | 3     | 5:00  | Джерин Валел   |
| Бой 6  | Легчайший вес         |                      | Шарль Журден      |               | поб.          |               | Виктор Генри      |               | Сдача, удушающий приём (гильотина)          | 2     | 3:43  | Блейк Грайс    |
| Бой 5  | Полулёгкий вес        |                      | Юссеф Залал       |               | поб.          |               | Джек Шор          |               | Сдача, удушающий приём (ручной треугольник) | 2     | 0:59  | Люк Бутин      |
| Бой 4  | Тяжёлый вес           |                      | Александр Романов | #13           | поб.          |               | Родригу Насименту | #15           | Единогласное решение (30–27, 30–27, 30–27)  | 3     | 5:00  | Марк Годдард   |
| Бой 3  | Легчайший вес         |                      | Сергей Сидей      |               | поб.          |               | Гарретт Армфилд   |               | Раздельное решение (28–29, 29–28, 29–28)    | 3     | 5:00  | Энди Сосьял    |
| Бой 2  | Легчайший вес         |                      | Коди Гибсон       |               | поб.          |               | Чэд Анхелигер     |               | Единогласное решение (30–27, 30–27, 30–26)  | 3     | 5:00  | Джерин Валел   |
| Бой 1  | Жен. наилегчайший вес |                      | Джейми-Лин Хорт   |               | поб.          |               | Ивана Петрович    |               | Раздельное решение (30–27, 28–29, 29–28)    | 3     | 5:00  | Блейк Грайс    |

Официальные судейские карточки турнира.

## Награды
Следующие бойцы были удостоены денежного бонуса в размере $50,000:
- Лучший бой вечера: не присуждался
- Выступление вечера: Жасмин Ясудавичюс, Дастин Штольцфус, Шарль Журден и Юссеф Залал